# 石原町 (川越市)
石原町（いしわらまち）は、埼玉県川越市の町名。現行行政地名は石原町一丁目と二丁目。郵便番号は350-0824。

## 地理
東側で新河岸川を挟んで喜多町、元町、末広町と隣接する。南側で月吉町、西側で今成および上寺山、北側で山田および神明町と接する。
土地利用は多くが住宅地であるが、新河岸川沿いを中心に寺社の敷地もある。

## 歴史
かつては石が散在する河原であったことから町名が付いたと言われる。川越小川道あるいは川越児玉往還と呼ばれる街道が町内を通過しており、江戸時代には旅籠が多く立地していた。大字川越と大字小久保に分かれていたとする文献と、全体が大字小久保であったとする文献がある。小久保の名は、東武バスの停留所として残っている。
1607年（慶長12年）、町内の観音寺において奉納のための獅子舞が行われた。寛永年間に一度断絶したものの1709年（宝永6年）に再開、現在も受け継がれている。ささらを用いる舞自体は東日本一帯に広く見られるが、石原町のささら獅子舞は埼玉県の無形民俗文化財に指定されている。
1872年（明治5年）には石原火事と呼ばれる大火があり、町の大部分が焼けた。
1963年（昭和38年）、川越市における町名・地番整理の第3次対象地域となり、8月1日に石原町一丁目・二丁目に再編された。このとき、旧石原町の一部は神明町に編入され、一方で今成の一部が石原町一丁目に、今成のうち三田（さんでん）地区が石原町二丁目にそれぞれ含まれることとなった。三田の名は東武バスの停留所や、都市計画道路（三田城下橋線）の名称に残っている。
その後、1978年に今成の一部が新たに石原町二丁目に編入された。また1981年には、都市計画道路境町神明町線（通称西バイパス）の開通によって分断されていた今成の一部が、住民の要望によって石原町一丁目に編入された。

## 交通
町内に鉄道駅はない。最寄り駅は東武東上本線川越市駅である。町内を通過する国道・県道はない。埼玉県道39号川越坂戸毛呂山線はかつて元町の札の辻交差点を起点とし石原町内を経由していたが、2023年に上寺山交差点までの区間が市に移管された。

### バス
東武バスが4系統・6停留所を設置している。川越駅東口からパイオニア工場、東坂戸団地を経由して若葉駅を結ぶ東武バスの川越09・東坂02・若02系統が旧県道を経由して運行しており、町内に石原町、小久保、三田、パイオニア前の4停留所を持つ。川越05系統は都市計画道路境町神明町線を経由して運行し、町内に児童センターと石原町西の停留所を持つ。
川越駅西口と霞ヶ関駅を結ぶ川越シャトルの20系統は、町内に2ヶ所の停留所（児童センターと石原町二丁目）を持つ。

## 施設
- 本応寺
- 観音寺
- 星野学園中学校・星野高等学校（石原キャンパス）
- 川越市児童センターこどもの城